# فریدیا گیبز
فریدیا گیبز (انگلیسی: Fredia Gibbs؛ زادهٔ ۸ ژوئیهٔ ۱۹۶۳) بوکسور اهل ایالات متحده آمریکا است. لقب او «خطرناک‌ترین زن جهان» است اکه پس یک مسابقه در سال ۱۹۹۴ این لقب را از آن خود کرد. او همچنین یک موی تای کار سابق، شرکت کننده در سه دوره مسابقات جهانی کیک بوکسینگ و بوکسور حرفه‌ای است که از سال ۱۹۹۱ تا ۲۰۰۵ در مسابقات بوکس شرکت کرده است. او اولین کتاب خود را با نام «The Fredia Gibbs Story» در سال ۲۰۱۶ در مورد زندگی خود منتشر کرد.

## زندگی‌نامه

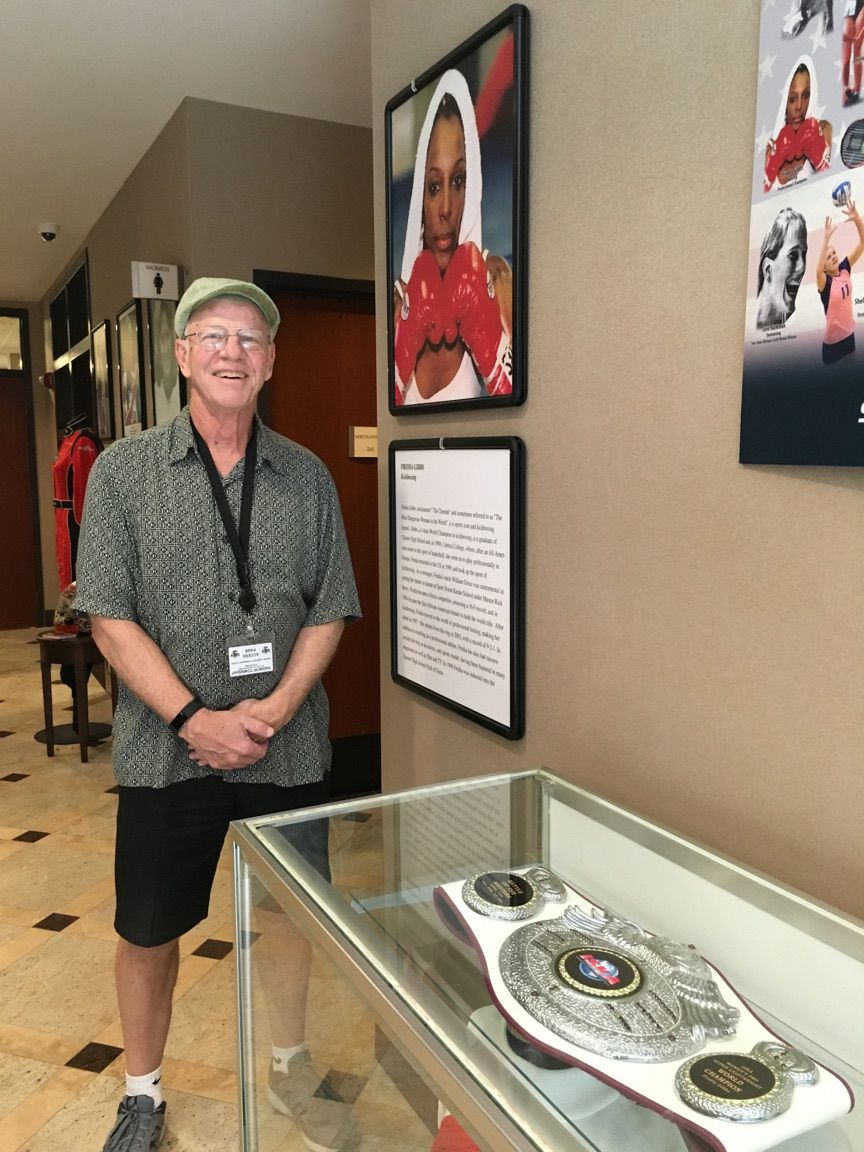
اولین کمربند مسابقه‌ی فردیا گیبز در موزه به‌همراه مدیر موزه

گیبس در چستر، پنسیلوانیا متولد شد. در مدرسه به خاطر عملکردش در مسابقات دوومیدانی به او لقب چیتا «The Cheetah» را دادند. بعد از مدرسه گیبس از دانشگاه تمپل فارغ‌التحصیل شد.